# Deutsches Museum
Deutsches Museum i München är världens största museum för teknik och naturvetenskap. Museets officiella namn är Deutsches Museum von Meisterwerken der Naturwissenschaft und Technik - "tyska museet över mästerverk inom naturvetenskap och teknik". Museet är beläget på en ö, Museumsinsel, i centrala München, som utgörs av en sandbank i floden Isar. Museet initierades av byggnadsingenjören Oskar von Miller.

## Historik
Staden München förklarade sig 1903 beredd att låta utföra museet på sandbanken, och även om grundstenen lades 1906 satte de egentliga byggarbeetna igång först 1909. Första världskriget ledde sedan till ett långt uppehåll i arbetet, och även när museet invigdes 7 maj 1925 var museibyggnaderna egentligen inte färdiga då. Under andra världskrigets bombningar förstördes 20 procent av samlingarna och 80 procent av byggnaderna. Under efterkrigstiden följde en lång återuppbyggnadsperiod och först 1969 hade museet samma utställningsyta som före kriget. År 1995 öppnade filialen Deutsches Museum in Bonn.
Idag utställs omkring 28 000 objekt från cirka 50 områden inom naturvetenskap och teknik. Årligen besöks museet av ungefär 1,5 miljoner människor. Deutsches Museum har stått förebild för många tekniska och naturvetenskapliga museer i andra länder, bland annat Tekniska museet i Stockholm.

## Utställningsföremål (urval)

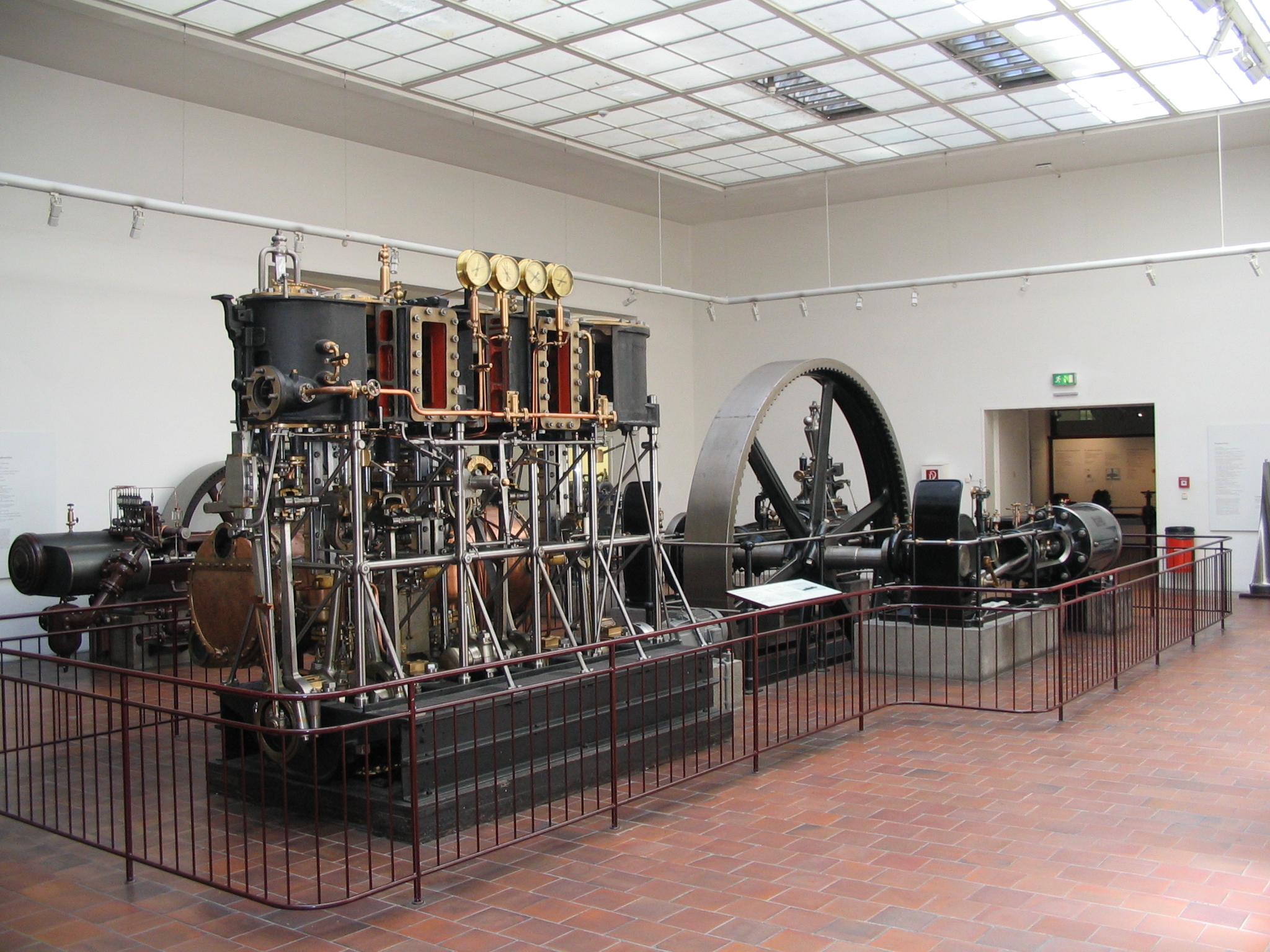
Ångmaskin
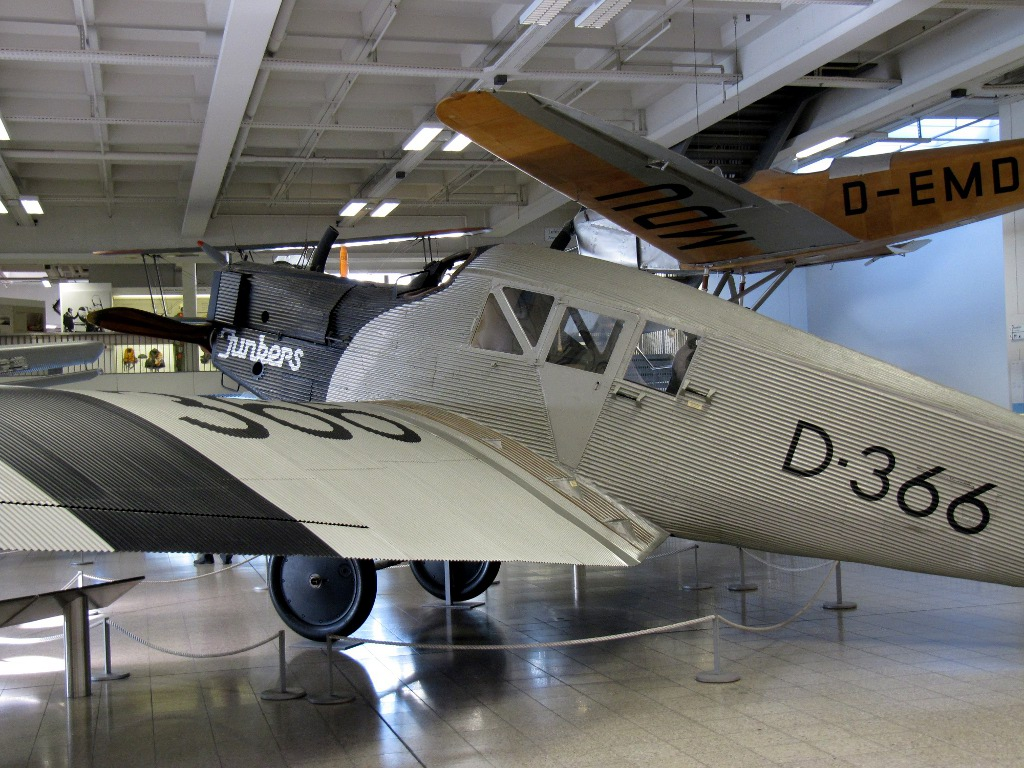
Junkers F13
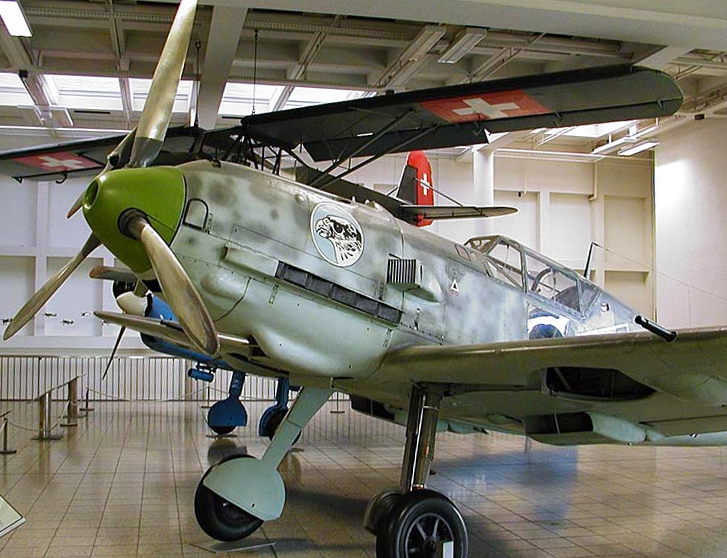
Messerschmitt Bf 109
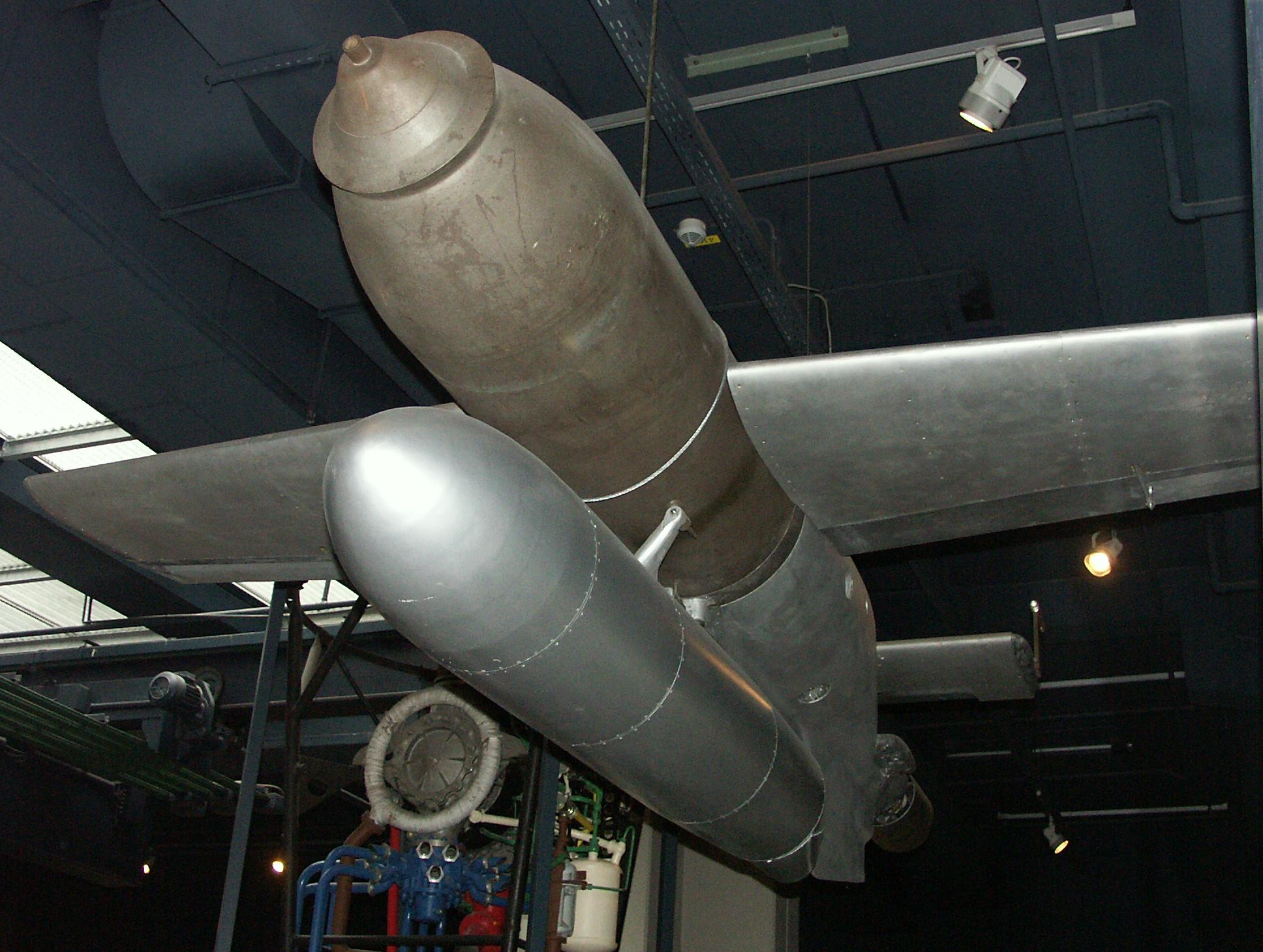
Henschel Hs 293
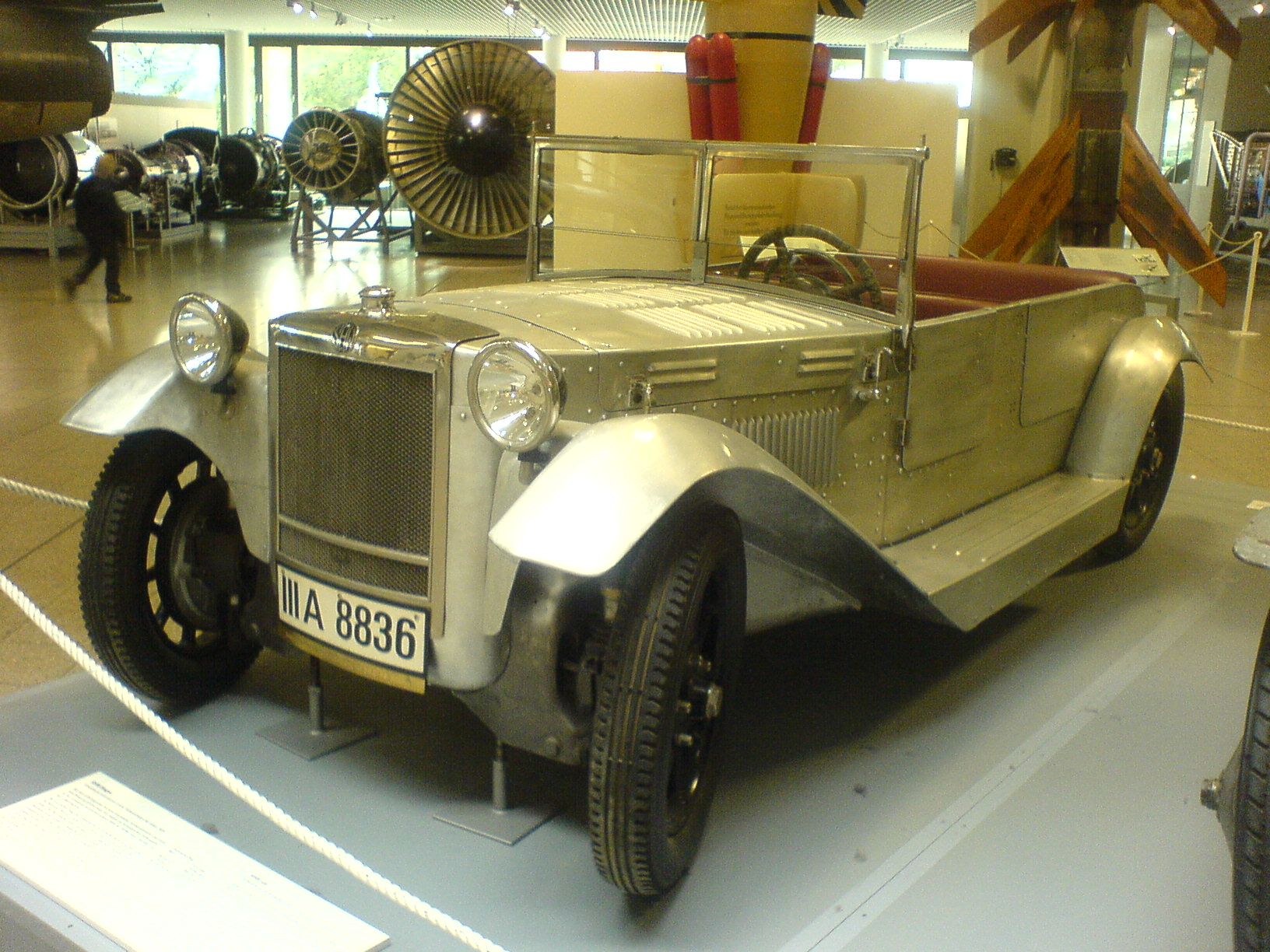
SHW Aluminium-Automobil
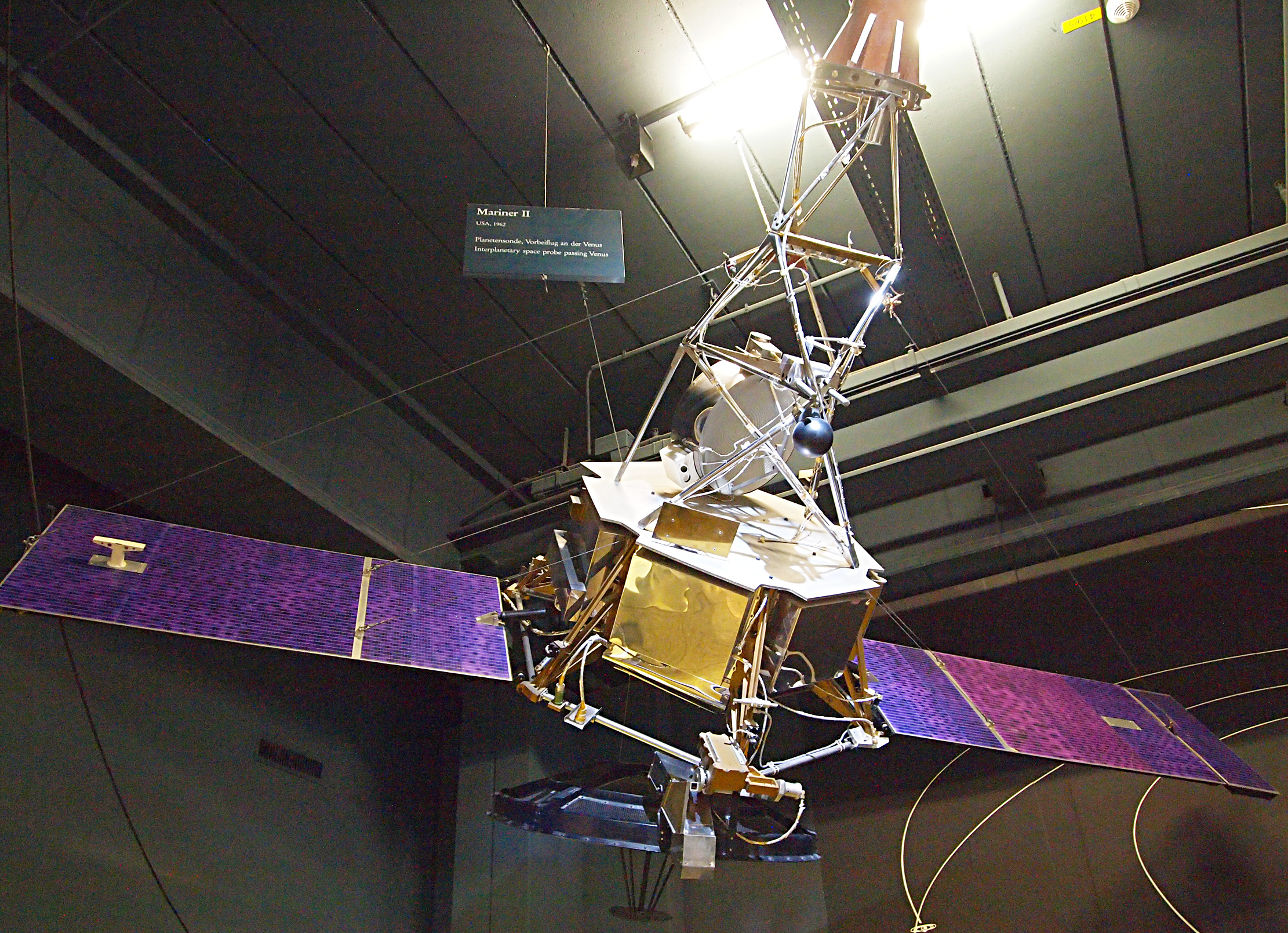
Satellit Mariner II
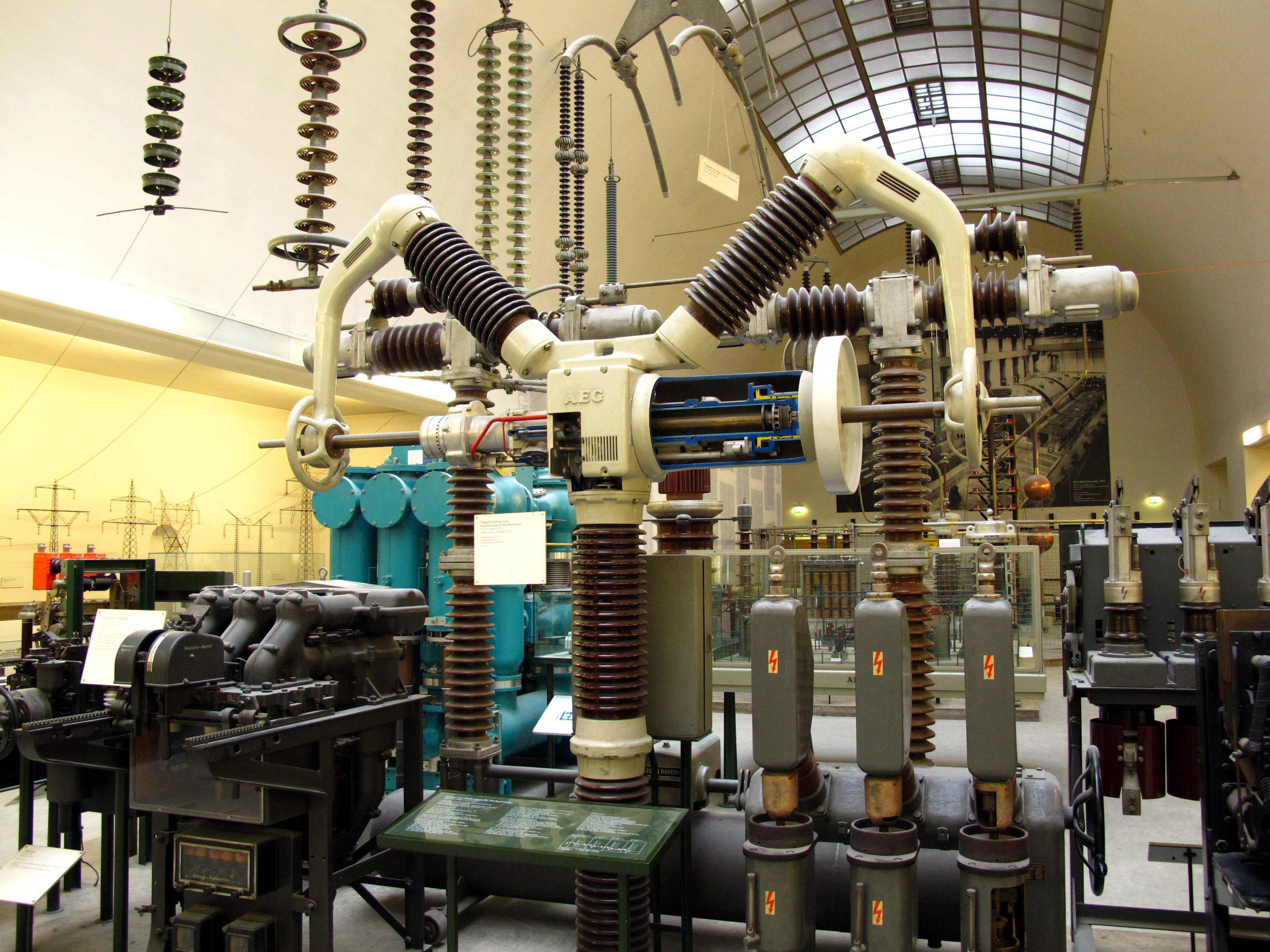
En högspänningsbrytare
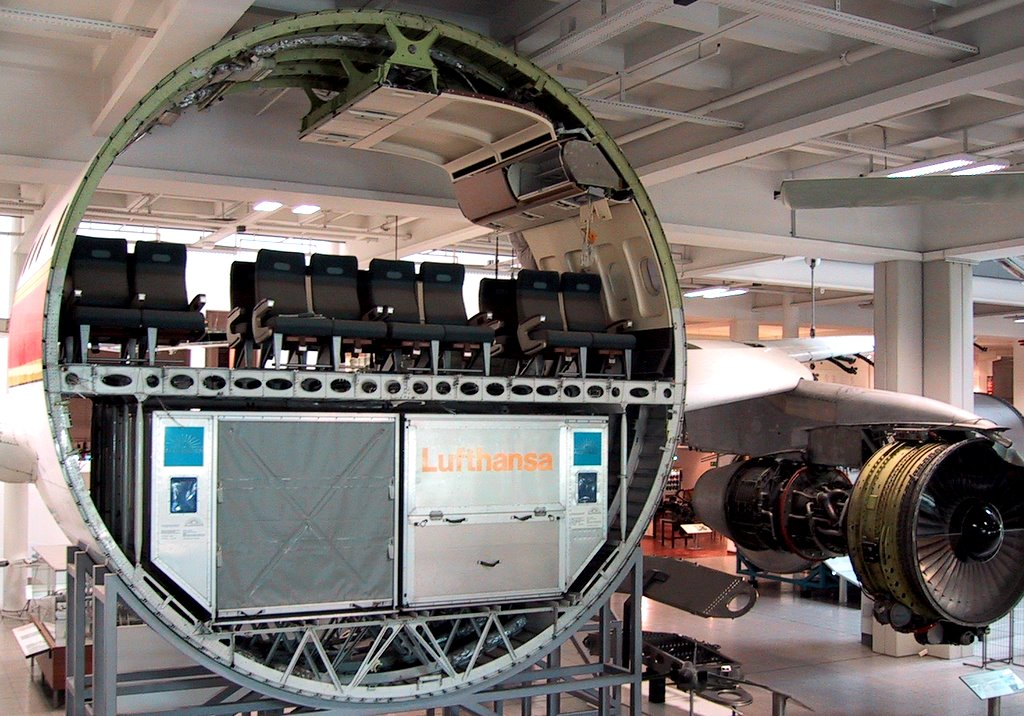
Sektion genom Airbus A300